# Vanquish (芸能事務所)
Vanquish（ヴァンキッシュ）は、日本の芸能プロダクション。

## 概要
主にAV女優のマネジメントを手掛けている。2016年よりRERISE PROMOTION（港区）という社名に変更されている。

## 主な所属モデル（Vanquish）
- 麻生希
- 春川まお
- つぼみ[1]
- 大堀香奈
- 松すみれ
- 木村つな（RERISEにも所属）
- 本田莉子（仲里紗羽）
- 西川りおん（RERISEにも所属）
- 小谷理紗
- 杉原えり（RERISEにも所属）
- 早川メアリー
- ももは
- 花穂
- 藤本美沙

## 主な所属モデル（RERISE）
- 愛華みれい
- 百合川さら[1]